# Gmina Koszyce
Die Gmina Koszyce ist eine Stadt-und-Land-Gemeinde im Powiat Proszowicki der Woiwodschaft Kleinpolen in Polen. Ihr Sitz befindet sich in der gleichnamigen Stadt, die ihre Stadtrechte zum 1. Januar 2019 wiedererlangt hat.

## Gliederung
Zur Stadt-und-Land-Gemeinde (gmina miejsko-wiejska) Koszyce gehören die Stadt selbst und folgende 19 Dörfer mit 18 Schulzenämtern (sołectwa):
Biskupice
Dolany
Filipowice
Jaksice
Jankowice
Książnice Małe
Książnice Wielkie
Łapszów
Malkowice-Siedliska
Modrzany
Morsko
Piotrowice
Przemyków
Rachwałowice
Sokołowice
Witów
Włostowice
Zagaje Książnickie

## Geschichte
Im Jahr 2011 wurde in der Nähe von Koszyce ein fast 5000 Jahre altes Massengrab aus der Jungsteinzeit mit 15 Skeletten gefunden, in dem die Opfer des Massakers von Koszyce beigesetzt wurden.